# Evert Palmén
Karl Evert Palmén, född 28 januari 1857 i Helsingfors, död där 6 juni 1940, var en finländsk industriman. Han var bror till Ernst Gustaf Palmén och far till John Palmén. 
Palmén utbildade sig till ingenjör vid Polytekniska institutet i Helsingfors, där han 1883–1896 även var lärare i geometri. Åren 1894–1898 medverkade han bland annat som sekreterare i en statskommitté energiskt i strävandena att utveckla vintersjöfarten. Han blev 1896 intendent för manufakturerna vid Industristyrelsen och var 1899–1919 disponent vid Forssa AB:s bomullsfabrik i Tammela. Han var i många år sekreterare för Tekniska föreningen i Finland och redaktör för dess tidskrift. Han bidrog som skribent till bokserien Finlandssvenska tekniker. Han tilldelades bergsråds titel 1920.